# Indosylvirana flavescens
Indosylvirana flavescens es una especie de anfibio anuro de la familia Ranidae.

## Distribución geográfica
Esta especie es endémica de la India. Se encuentra en Kerala en los distritos de Wayanad y Palakkad y Tamil Nadu en el distrito de Nilgiris.

## Descripción
Los machos estudiados por Biju et al. en 2014 miden de 45.2 a 59.5 mm y la hembra 75.5 mm.

## Publicación original
- Jerdon, 1854 "1853" : Catalogue of Reptiles inhabiting the Peninsula of India. Journal of the Asiatic Society of Bengal, vol. 22, p. 522-534[4]